# 太陽系全家福

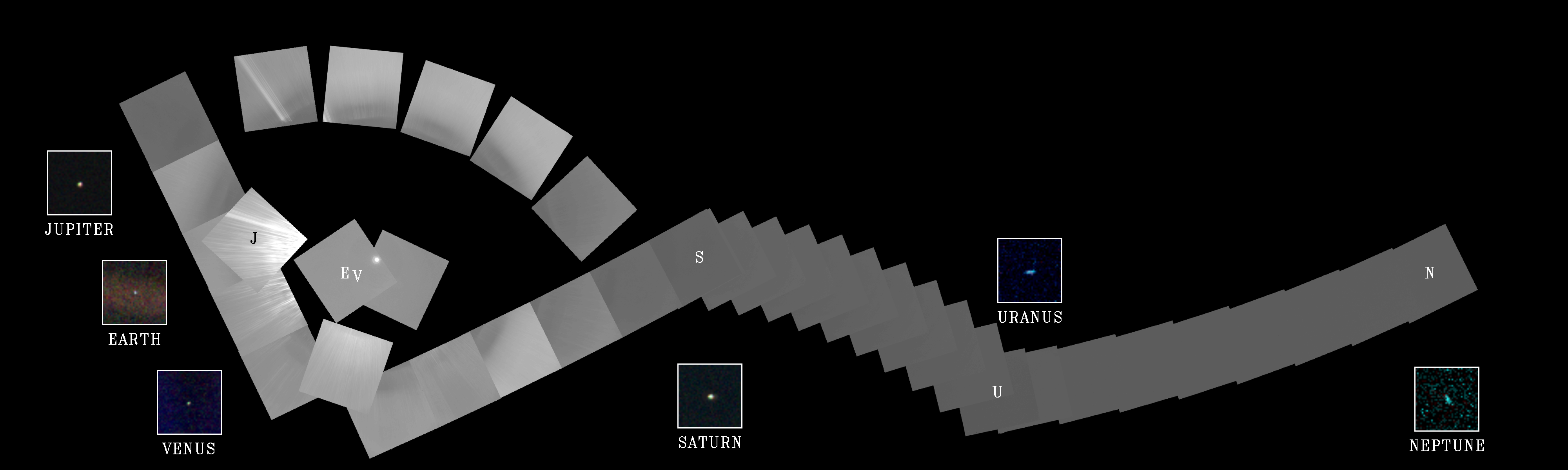
由旅行者1號拍攝的太陽系全家福

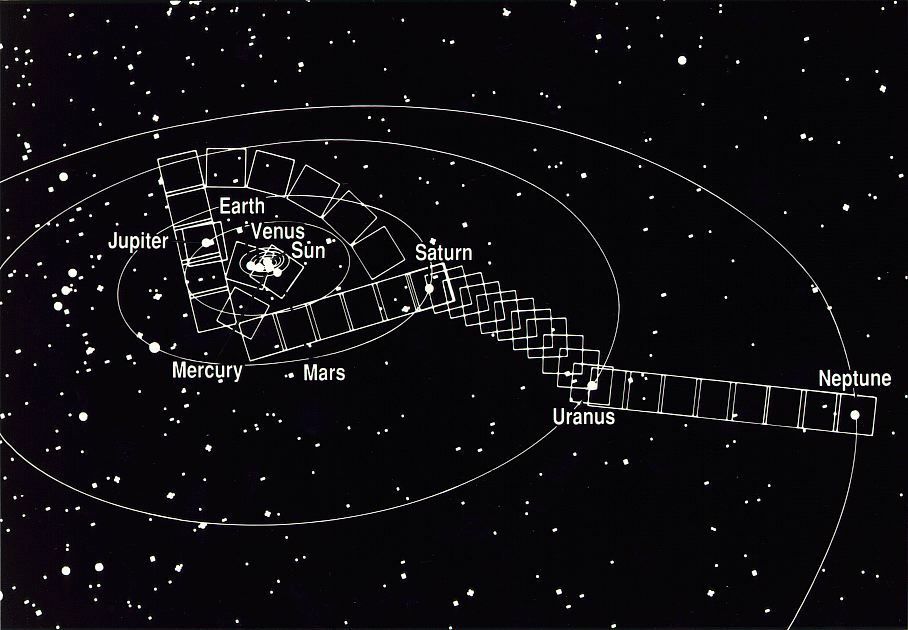
太陽系全家福的拍攝位置分析

太陽系全家福是由美国国家航空航天局的太空船旅行者1號於1990年2月14日拍攝的合成照片。拍攝進行於太空船離開太陽系八大行星後，進行其星際任務之前。同時，這些照片亦是著名由遠方太空拍攝的地球照片「暗淡藍點」的來源所在。曾任旅行者1號攝影團隊的美國著名天文學家卡尔·萨根，從事了多年才能促使這些照片的出現。 
這些照片是由旅行者1號在處於64億公里外（40億英里）的外太空，與黃道呈32°時所拍攝的。美國太空總署當時從太空船發射回地球的訊號中，編譯出60張照片，連線6米之長。挑選旅行者1號進行這個任務，是因為她的飛行軌跡被設定飛到太陽系的北極上空，在這個位置向後望太陽對船上的儀器損耗較少。與其姊妹船旅行者2號不同，由於她的飛行位置較為與黃道靠近，結果在拍攝木星時就會过于靠近太陽，增加儀器損毀的機會。從這張由60張單獨照片合成的照片中，可看到（從右至左）：海王星（N）、天王星（U）、土星（S）、太陽（SUN）、金星（V）、地球（E）及木星（J）。當中木星的映像大於使用窄角度鏡頭時拍攝的一個像素，所以能夠被清楚剖析。同樣土星的映像也可清晰看見圍繞它的光環。而天王星及海王星的映像則比實際為大，那是因為在拍攝照片的15秒曝光時間之中，太空船自身的動作使照片被擦模糊。金星與地球的映像则是因為太空船與之相距太遠，致使拍攝出來的映像比窄角度鏡頭拍攝出來的一個像素還要小。地球只佔整像照片的0.12像素左右，而金星更只佔0.11個像素而已。無獨有偶，地球的位置亦剛好在其中一道太陽的散亂光線之上。不過這張全家福仍然遺漏了水星、火星和當時仍被列為行星的冥王星。水星因為太過接近太陽而拍攝不到；火星就因為太陽的散亂光線影響了太空船上的鏡頭而拍不到；而冥王星則因為體積太小及離太陽較遠而照射不到足夠光線。
正如上文所說，由於這張全家福是合成照片，並非以一次曝光而拍攝。當中，有為數不少的照片是經過不同的曝光及使用不同的濾光器拍攝而成，以便盡可能提高拍攝對象的具體特徵。拍攝太陽時則使用了最暗的濾光器（一條甲烷吸收帶）及選取了盡可能最短的曝光時間（五千分之一秒），以減低太陽的強烈光線對太空船上鏡頭內的光導攝像管的影响。從照片看來太陽並非很大，只有從地球上看到的直徑大約40分之一左右。然而，其亮度仍然比在地球上看到的最光亮恆星天狼星多出8百萬倍。照片能夠拍攝得如此光亮，是因為經過鏡頭內的光學儀器多次反射所致。而在其他圍繞太陽的闊角度照片，亦可看到一些加工以減低光學儀器內散亂光線對照片的影響。這些照片用上了清晰的濾光器作一秒的曝光拍攝而成。大部份的照片都使用了闊角度鏡頭，但在拍攝行星時則採用了焦距為1500毫米的窄角度鏡頭（上圖內在合成照片外另置的行星照片），以突顯各個行星的特徵。